# Mitracarpus fortunii
Mitracarpus fortunii är en måreväxtart som beskrevs av Nathaniel Lord Britton och Percy Wilson. Mitracarpus fortunii ingår i släktet Mitracarpus och familjen måreväxter.
Artens utbredningsområde är Kuba. Inga underarter finns listade i Catalogue of Life.